# Maarjamäe-monument
Het Maarjamäe-monument (Estisch: Maarjamäe memoriaal) is een gedenkteken in Tallinn, Estland. Het monument staat op de Pirita-promenade tussen het Lasnamäe-plateau en de Baai van Tallinn. Het werd geplaatst ter nagedachtenis van degenen die zijn gevallen tijdens de verdediging van de Sovjet-Unie tijdens de Tweede Wereldoorlog. Grenzend aan het herdenkingscomplex van Maarjamäe ligt de Duitse oorlogsbegraafplaats uit de Tweede Wereldoorlog.
Tijdens de eerste Sovjetbezetting in december 1940 werden honderd soldaten van het Rode Leger begraven op Maarjamäe. De stoffelijke resten van de matrozen van de oorlogsschepen Avtrail en Spartak die in 1919 werden geëxecuteerd, werd bijgelegd. In februari 1945 werd er een herdenkingszuil geplaatst bij het massagraf van 35 matrozen van de marine van de Sovjet-Unie.
Het monument is ontworpen door de architect Allan Murdmaa en beeldhouwer Matti Varik. Centraal staat het ceremonieplein, ontworpen in 1975 door de architecten Allan Murdmaa, Peep Jänes, Rein Kersten en Henno Sepmann, kunstenaar Jüri Palm en ingenieur Vello Hüdsi.
Het middelste deel van het monument is een 35 meter hoge obelisk. Deze werd opgericht in 1960 en is ontworpen door architect Mart Port en beeldhouwer Lembit Tolli. 